# Mouriri pauciflora
Mouriri pauciflora là một loài thực vật có hoa trong họ Mua. Loài này được Spruce ex Cogn. mô tả khoa học đầu tiên năm 1888.